# Eustachiusz (imię)
Eustachiusz – imię męskie pochodzenia greckiego. Wywodzi się od słów eu "dobrze" oraz stáchys "owoc", sens imienia można objaśniać jako "płodny, kwitnący". Oboczna męska forma: Eustachy. 
Żeńskim odpowiednikiem jest Eustachia.
Eustachiusz imieniny obchodzi: 4 lutego, 20 lutego, 20 września, 3 października i 12 października.
Zobacz też:
- Eustacjusz